# Basket Master
Basket Master, également connu sous les noms Fernando Martin Basket Master ou US Basket Master, est un jeu vidéo de sport basé sur le basket-ball, édité par Dinamic Software, et sorti en 1987 sur Amstrad CPC, Commodore 64, ZX Spectrum, MSX et PC-DOS.